# Epiphragma (Epiphragma) pupillatum
Epiphragma (Epiphragma) pupillatum is een tweevleugelige uit de familie steltmuggen (Limoniidae). De soort komt voor in het Neotropisch gebied.